# 裁截
在音乐里，裁截（英语: fragmentation）是指乐思在发展中，根据音乐的需要进行片段化地保留。尤其多用在音乐的发展段中，并且经常伴随其他主题发展手法，如重复、模进等一起使用。如贝多芬《f小调第一钢琴奏鸣曲》第一乐章开始主题，其8小节主题的小结构可分为2+2+1+1+2。在这里主题发展手法同时包括了模进、重复和裁截等。我们可以看到第5和第6小节分别是第1-2和3-4小节的裁截式重复。第7-8小节是这一主题通过裁截、模进达到高点后的结束。